# Jouni Seistamo
Jouni Veli Juhani Seistamo (* 9. November 1939 in Tampere; † 9. Januar 2022 ebenda) war ein finnischer Eishockeyspieler.

## Karriere
Jouni Seistamo spielte seine gesamte Karriere von 1957 bis 1967 für Tappara Tampere. Mit dem Klub gewann er 1959, 1961 und 1964 die finnische Meisterschaft. 1965 stieg er mit Tappara in die zweitklassige Suomi-sarja ab und schaffte 1966 in die erste Spielklasse, die SM-sarja, auf. Zwischen 1966 und 1967 war er zudem Mannschaftskapitän des Klubs.
Für die finnische Nationalmannschaft absolvierte Seistamo 88 Länderspiele und erzielte dabei 27 Tore. Er nahm mit ihr an den Olympischen Winterspielen 1960 und 1964 sowie an den Weltmeisterschaften 1959, 1961, 1962 und 1963 teil. Des Weiteren gewann er mit dieser die Silbermedaille der Europameisterschafts-Wertung 1962, die im Rahmen der Weltmeisterschaft ausgetragen wurde.
Nach seiner Sportkarriere arbeitete Seistamo bei der Polizei von Tampere und führte mehrmals Friedensmissionen im Nahen Osten durch. 1986 wurde Seistamo in die finnische Eishockey-Ruhmeshalle aufgenommen.

## Erfolge und Auszeichnungen
| - 1958 Finnischer Vizemeister mit Tappara - 1958 Raimo-Kilpiö-Trophäe (Fair-Play-Auszeichnung) der SM-sarja - 1959 Finnischer Meister mit Tappara - 1960 Finnischer Vizemeister mit Tappara - 1961 Finnischer Meister mit Tappara | - 1961 Meiste Torvorlagen der SM-sarja (14) - 1962 All-Star-Team der SM-sarja - 1963 Finnischer Vizemeister mit Tappara - 1964 Finnischer Meister mit Tappara - 1986 Aufnahme in die Finnische Eishockey-Ruhmeshalle als 42. Spieler |

### International
- 1962 Silbermedaille bei der Europameisterschaft